# Polar (film)
Polar è un film del 2019 diretto da Jonas Åkerlund con protagonisti Mads Mikkelsen e Vanessa Hudgens.
La pellicola è l'adattamento cinematografico del fumetto online e graphic novel del 2012 Polar: Volume One, scritto da Víctor Santos e distribuito dalla Dark Horse Comics.

## Trama
Un killer, prossimo alla pensione, viene ucciso in Cile nella sua maestosa dimora da un gruppo di ex colleghi al comando di Mr. Blut, il suo datore di lavoro. Quando a cinquant'anni i suoi dipendenti raggiungono il pensionamento obbligatorio, Blut è costretto a pagare milioni di dollari in pensioni e allora Blut progetta di ucciderli prima, cosicché le loro pensioni restino alla sua compagnia, la Damocles.
Duncan, conosciuto come "il Kaiser Nero", è un killer di Damocles ed è a quattordici giorni dalla pensione; ha in programma di stabilirsi in una casa isolata, nei pressi di una piccola cittadina. Duncan era considerato il killer più temuto del mondo ed è perseguitato da incubi ricorrenti riguardo all'omicidio di una famiglia che ha sterminato, fatta eccezione per la giovane figlia, che Duncan ha liberato. Intanto Duncan conosce Camille, una donna giovane e timida che vive vicino alla sua baita nei boschi.
Blut manda Duncan in missione in Bielorussia, per uccidere un bersaglio che era presumibilmente responsabile degli omicidi degli altri ex killer ma Duncan scopre di essere lui stesso il vero bersaglio e riesce a salvarsi. Gli uomini di Blut, aiutati da una ragazza che seduce Duncan, lo attaccano nella sua baita ma vengono tutti uccisi. Camille è rapita e trattenuta da Blut; Duncan va dall'ex mentore, Porter, che però lo tradisce e lo anestetizza con un inganno.
Duncan si risveglia nella magione di Blut dove viene torturato per tre giorni ma riesce a fuggire, anche se gravemente ferito, e si reca da una vecchia fiamma, Jazmin, che lo soccorre e gli procura delle armi. Duncan contatta la Damocles e si offre in cambio di Camille; gli viene tesa un’imboscata ma lui ben preparato annienta tutti gli assalitori usando le mitragliatrici telecomandate di Jazmin.
Duncan va nella dimora per liberare Camille; Blut è abbandonato dai suoi uomini e ucciso da Duncan; quest'ultimo infine trova Camille, che è stata pesantemente drogata e la porta a casa sua; qui si scopre che la donna è la superstite della famiglia che Duncan aveva sterminato. Camille era riuscita a rintracciare Duncan per vendicarsi; non riesce però a ucciderlo e lui le promette di aiutarla a trovare chi aveva commissionato l'uccisione del padre.

## Produzione
Il progetto viene annunciato nell'ottobre 2014, quando viene acquistato lo spec script di Jayson Rothwell.
Le riprese del film sono iniziate il 23 febbraio 2018 a Toronto e sono proseguite a Clarington.

## Colonna sonora
Lo stesso giorno dell'uscita del film è stata pubblicata la colonna sonora, composta da deadmau5.

## Promozione
Il primo trailer del film viene diffuso il 7 gennaio 2019.

## Distribuzione
La pellicola è stata distribuita in tutto il mondo da Netflix a partire dal 25 gennaio 2019.

## Accoglienza

### Critica
Sull'aggregatore Rotten Tomatoes il film riceve il 22% delle recensioni professionali positive con un voto medio di 3,2 su 10 basato su 37 critiche, mentre su Metacritic ottiene un punteggio di 19 su 100, basato su 12 recensioni.
Emily Yoshida del New York Magazine scrive che "il problema di Polar non è solo la superficialità. È un film esecrabile, pieno di lanugine raschiata dal fondo del post-Tarantino degli anni '90". Courtney Howard di Variety scrive: "Sesso gratuito, torture raccapriccianti, copiose quantità di sangue e immagini sgargianti completano il quadro. Quelle qualità potrebbero essere una ragione sufficiente per alcuni a guardare, anche se molti altri farebbero bene a scorrere oltre le loro feed di Netflix". Peter Sobczynski di RogerEbert.com lo definisce "un film grossolano, stupido e inesorabilmente brutto dall'inizio alla fine."